# كايت والش
كايت والش (بالإنجليزية: Kate Walsh)‏ ممثلة أمريكية من مواليد 13 أكتوبر 1967 اشتركت في موسمين من المسلسل غريز أناتومي بدور الدكتورة النسائية (اديسون مونتغمري).

## حياتها
ولدت كيت والش في سان خوسيه، كاليفورنيا، في 13 تشرين الأول، 1967. وقد ترعرعت جزء من حياتها في سان خوسيه، وجزئيا في توكسون، أريزونا، دخلت جامعة أريزونا، وقد شاركت في المسرح الإقليمي. انتقلت في وقت لاحق إلى شيكاغو حيث بدأت العمل مع ورشة مسرح بيفنوفيما.انتقلت إلى مدينة نيويورك وانضمت إلى فرقة الكوميدي "حرق مانهاتن"، المنفذة بعدد من المسرحيات خارج برودواي.

## مواقع خارجية
- كايت والش على موقع IMDb (الإنجليزية)
- كايت والش على موقع روتن توميتوز (الإنجليزية)
- كايت والش على موقع ألو سيني (الفرنسية)
- كايت والش على موقع ميوزك برينز (الإنجليزية)
- كايت والش على موقع تيرنر كلاسيك موفيز (الإنجليزية)
- كايت والش على موقع أول موفي (الإنجليزية)
- كايت والش على موقع قاعدة بيانات برودواي على الإنترنت (الإنجليزية)
- كايت والش على موقع قاعدة بيانات الأفلام السويدية (السويدية)
- كايت والش على موقع إن إن دي بي (الإنجليزية)
- كايت والش على موقع ديسكوغز (الإنجليزية)